# Притула, Юрий Александрович
Юрий Александрович Притула (1908—1984) — советский учёный, геолог, лауреат премии имени академика Губкина.
В 1931 году окончил очное отделение института нефти и газа им. И. М. Губкина по специальности «Разведка нефтяных месторождений».
Работал в институте ВНИГРИ.
В 1959 году награждён премией имени академика И. М. Губкина за работу по комплексному изучению и обобщению материалов по геологии нефти и нефтегазоносности Волго-Уральской области, изложенную в томах монографии «Волго-Уральская нефтеносная область» — «Тектоника», «Нефтеносность», «Девонские отложения» и «Геохимическая характеристика нефтей и других битумов».